# Glascockpit

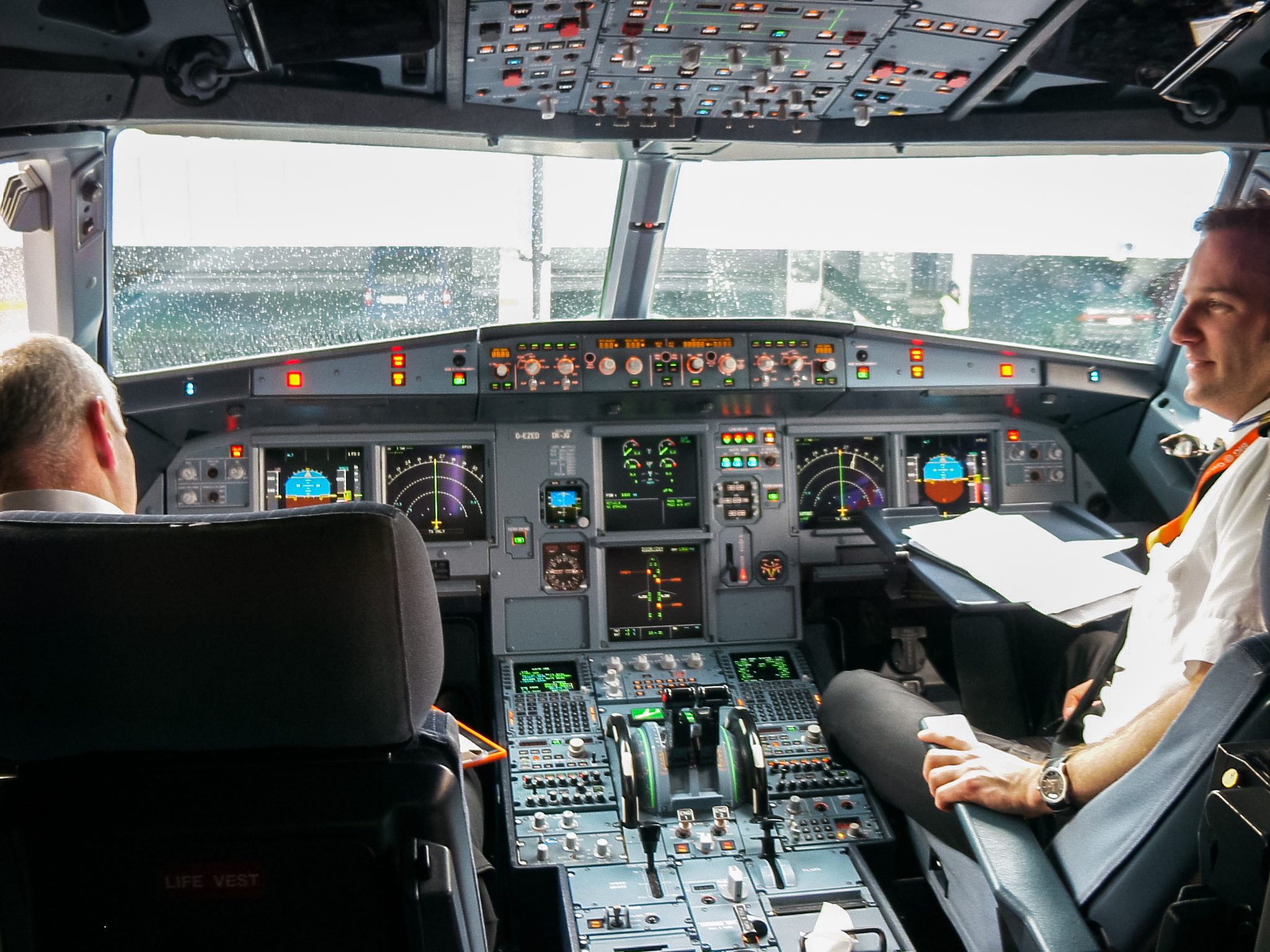
Förarkabinen i en Airbus A319 från EasyJet, den 28 mars 2006 efter landning i Tallinn.

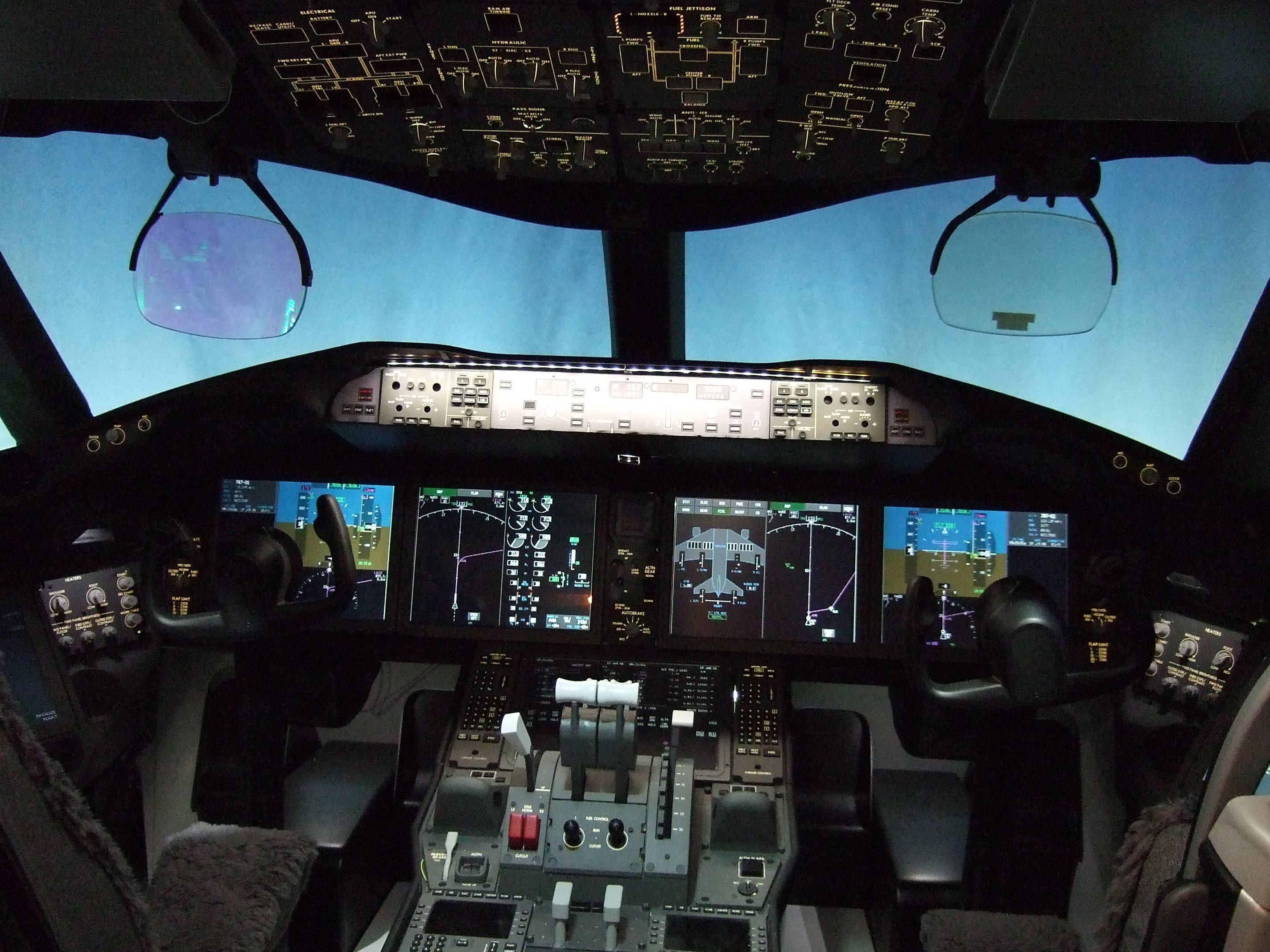
Glascockpiten i en Boeing 787 airliner.

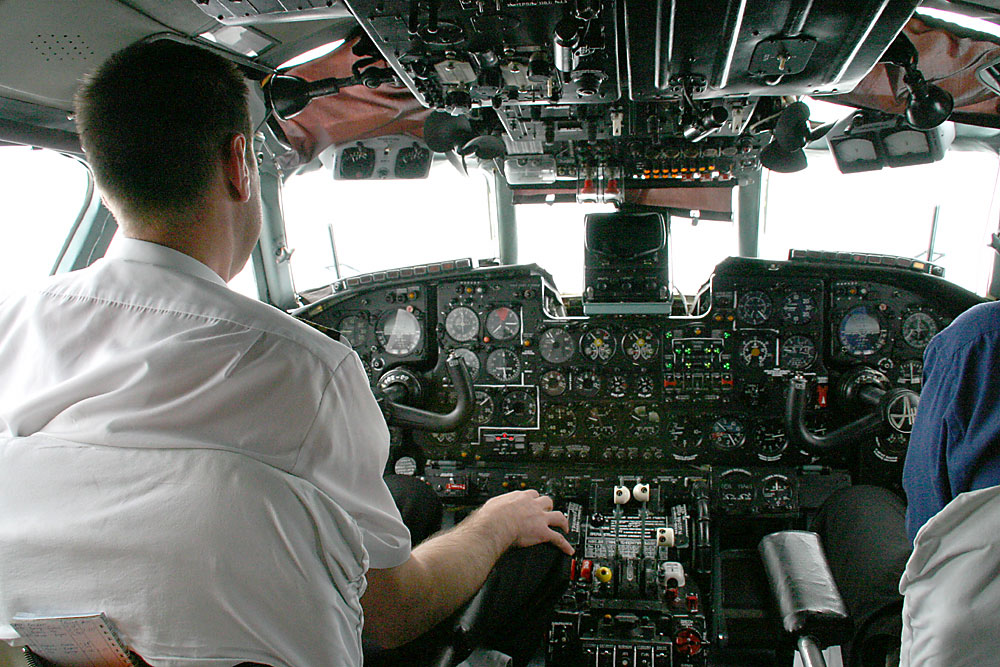
Förarkabinen i denna Antonov An-24 är raka motsatsen till en glascockpit.

Glascockpit är en försvenskning av engelskans glass cockpit. Det är en förarkabin i en luftfarkost som visar information på datorskärmar. Glascockpitar är en vidareutveckling av de konventionella förarkabinerna. Medan en konventionell förarkabin innehåller en stor mängd analoga, mekaniska, elektromekaniska och elektriska instrument för att förmedla information till piloterna, använder en glascockpit sig av ett mindre antal datorbildskärmar, vilka kan ställas in för att visa den information som piloten är i behov av för stunden. Detta förenklar förarkabinen som arbetsmiljö oerhört, eftersom piloten kan koncentrera sig på den mest väsentliga informationen. De är även omtyckta av flygbolagen, eftersom de vanligtvis eliminerar behovet av en färdmekaniker i förarkabin.
Följande komponenter ingår i en glascockpit:
- Huvudkomponenten är den primära flygdisplayen (eng. EFIS, Electronic Flight Information System), som visar all information angående flygplanets tillstånd, position och förflyttning. I första hand visar den horisontell (höjd) och vertikal position, men även tid och hastighet.
- Bildskärmen med information om motorer och övriga system kallas omväxlande för EICAS (Engine Indications and Crew Alerting System) eller ECAM (Electronic Centralised Aircraft Monitor).
- FMS (Flight Management System), en kontrollenhet där flygdata, till exempel färdväg, vikt, väder med flera uppgifter läses eller registreras. FMS:en bearbetar denna information och använder den för att styra autopiloten samt att visa det på piloternas bildskärmar.
- I moderna glascockpitar är även GPS-mottagaren och utrustningen för radionavigering integrerad.

All information i EFIS och EICAS/ECAM presenteras grafiskt styrt av pilotens behov av den. Piloten kan även begära fram ytterligare information efter behov.
De tidiga glascockpitarna som finns i Boeing 737-400, 757, 767 och i Airbus 300-600 och i Airbus 310 använde EFIS endast för att visa flygplanets attityd samt navigeringsinformation, medan konventionella mekaniska instrument visade flyghastighet, höjd och vertikal hastighet. Senare glascockpitar, som återfinns i Boeing 747-400 och 777, samt i Airbus 320 och senare modeller från Airbus, har fullständigt ersatt de otaliga mekaniska instrument och varningslampor som fanns i tidigare generationers flygplansförarkabiner.

## Historik
Fram till 1970-talet ansågs manövreringen av luftfartyg inte som tillräckligt krävande för att fordra så avancerad utrustning som elektroniska flyginformationssystem. Datortekniken var inte heller utvecklad till en så pass hög nivå, att lämplig hårdvara fanns tillgänglig. Den ökande graden av komplexitet inom flygbranschen, tillkomsten av digitala system, samt den växande mängden flygtrafik i luftrummet inledde en förändring av detta sätt att resonera.
Det vanliga trafikflygplanets förarkabiner under mitten av 1970-talet innehöll mer än 100 instrument och reglage och de primära flyginstrumenten var redan fyllda av indikatorer, korsreferensinstrument och symboler. Med andra ord, det växande antalet element i förarkabinen konkurrerade både om utrymmet och om piloternas uppmärksamhet. Som en följd forskade NASA kring bildskärmar, där bearbetad information utifrån flygplanets systems rådata samt annan information rörande flygningen kunde integreras och presenteras grafisk på ett lättförståeligt sätt; forskning som ledde till en serie av demonstrationsflygningar, där man visade upp en fullständig glascockpit.
Framgången hos denna Nasa-konstruerade glascockpit framgår av den fullkomliga acceptansen för elektroniska bildskärmar för flygdata, som inleddes med lanseringen av Boeing 767 år 1982. Flygbolagen och deras passagerare drar även de nytta av denna utveckling. Flygsäkerhet och -effektivitet har ökat i och med att piloterna fått bättre stöd ifråga om att förstå sitt flygplans situation i förhållande till dess omgivning.
I slutet av 1990-talet blev LCD-skärmar alltmer favoriserade bland flygplanstillverkarna tack vare deras effektivitet, tillförlitlighet och lätthet att läsa av. Tidigare LCD-skärmar led av svagheter som snäv avläsningsvinkel och långsam uppdatering, vilket gjorde de olämpliga för bruk i luftfarkoster, varför man använt skärmar av katodstrålrörstyp. Moderna flygplan, som Boeing 777, 787 samt Airbus A380 använder endast LCD-skärmar i sina förarkabinar.
Sedan dess har glascockpitarna blivit standardutrustning i trafikflygplan, affärsjetplan, militära luftfarkoster, samt installerades i Nasas rymdfärjor Atlantis, Columbia, Discovery och Endeavour och den ryska rymdfarkosten Sojuz som sköts upp 2002. I slutet av 1900-talet började glascockpitar att även förekomma i allmänflygsflygplan. År 2005 levererades till och med enkla skolflygplan som Piper Cherokee och Cessna 172 med glascockpit som tillval (vilket så gott som alla kunder valde) och det förefaller troligt att i framtiden kommer de flesta certifierade luftfarkoster att levereras med glascockpit.

## Framtida utveckling
Till skillnad från tidigare glascockpitsgenerationer – där konstruktörerna endast kopierade utseende och funktion av de konventionella elektromekaniska instrumenten och visade dem som bilder på bildskärmarna – innebär nästa generation en ny avstamp. De ser ut och uppför sig betydligt mer som datorer, med fönster och data som kan manipuleras med pek- och klickdon. Och inlagd finns kartinformation, inflygninginformation, väderdata, vertikala visning och funktioner för tredimensionell navigering.
Den förbättrade utformningen möjliggör för flygplanstillverkarna att i högre grad anpassa förarkabinerna än förut. Och alla tillverkare i branschen har valt att på ett eller annat sätt göra detta – som att använda en styrkula, tumplatta eller joystick som piloternas inmatningsenhet i en persondatorlik användarmiljö. De flesta av de modifieringar som erbjuds av flygplanstillverkarna förbättrar piloternas informationsbehandlingssituation och anpassar gränssnittet mellan människa och maskin för att förbättra flygsäkerheten.
Allteftersom flygplanens bildskärmar har moderniserats, gäller även detta de givare som förser dem med information. Konventionella gyroskopdrivna flyginstrument har ersatts av Attitude and Heading Reference Systems (AHRS) och Air Data Computers (ADC:er), vilket innebär större tillförlitlighet och minskar kostnaderna för underhåll. GPS-mottagare integreras allt oftare i glascockpitarna.
Alla nya trafikflygplan som Airbus A380, Boeing 787 och privata jetplan som Falcon 900 och Eclipse 500 använder glascockpitar. Vissa allmänflygplan, som den fyrsitsiga Cirrus Design SR20 och SR22 levereras enbart med glascockpit. System som Garmin G1000 är numera tillgängliga för många nylevererade allmänflygplan, inklusive den klassiska Cessna 172 Skyhawk.